# 富士見 (千葉市)

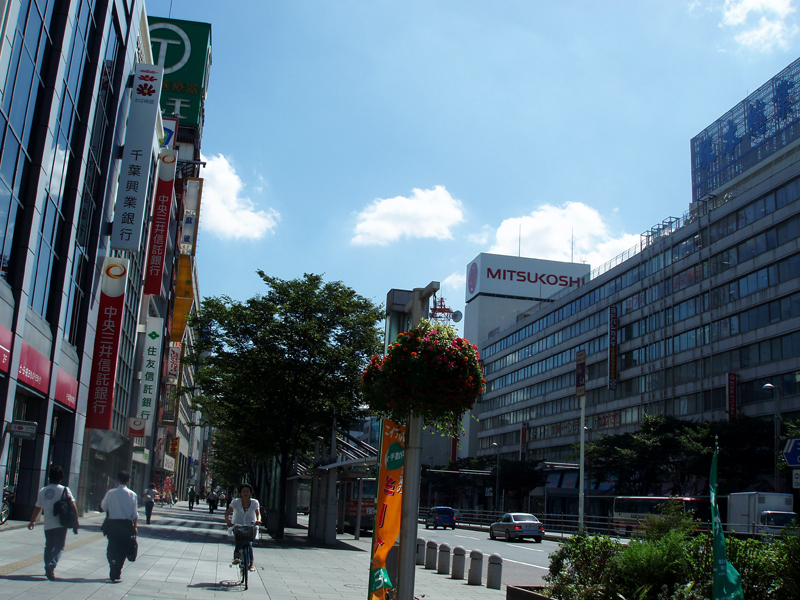
駅前大通り

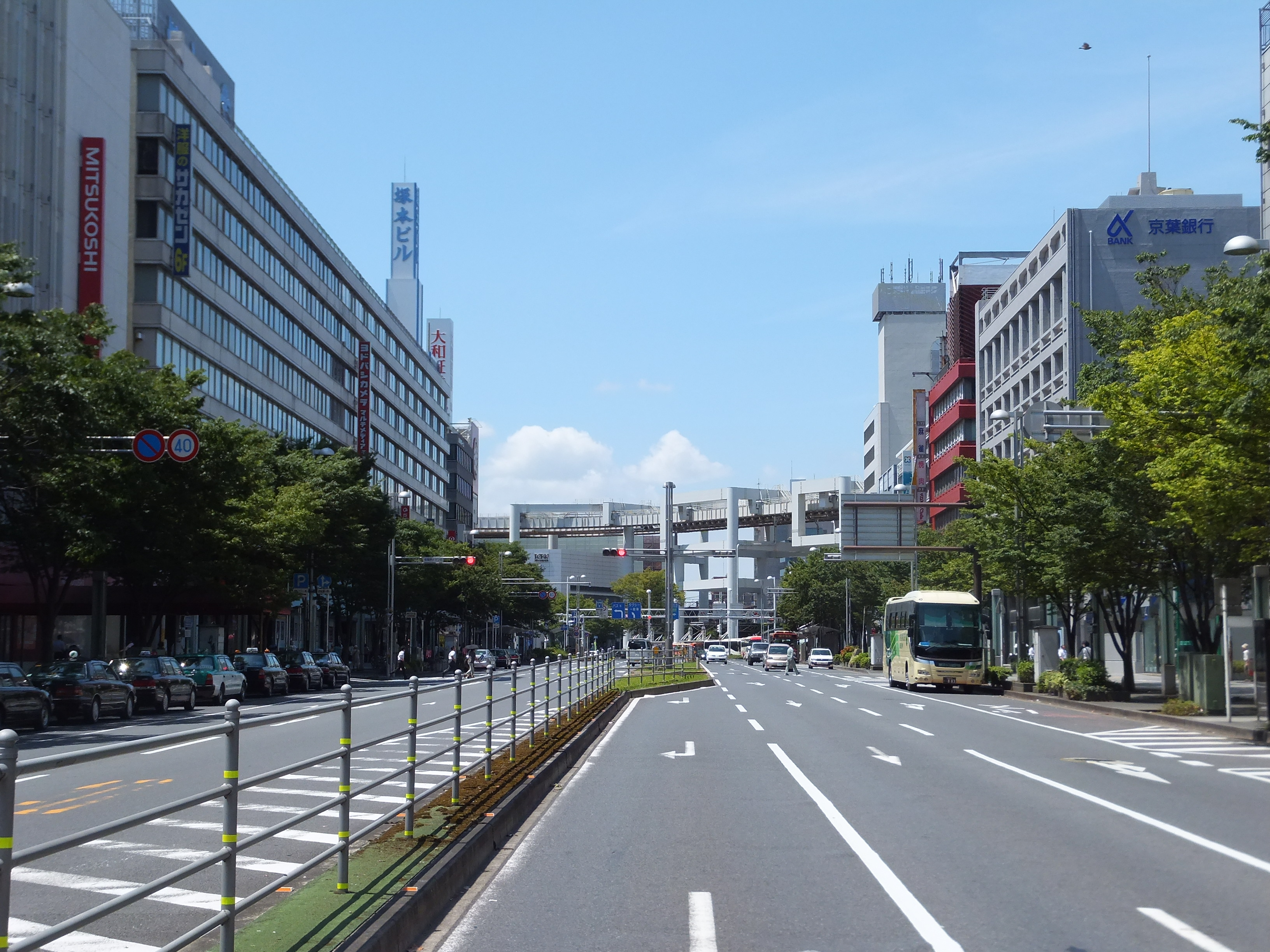
駅前大通り（千葉駅方面）

富士見（ふじみ）は千葉県千葉市中央区にある地名。現行行政地名は富士見一丁目および富士見二丁目。千葉市の中心市街地の一つ。千葉駅から千葉中央駅方面、駅前大通りを抜け千葉中央公園に向かって南東方向に広がる繁華街。通称富士見町。

## 概要

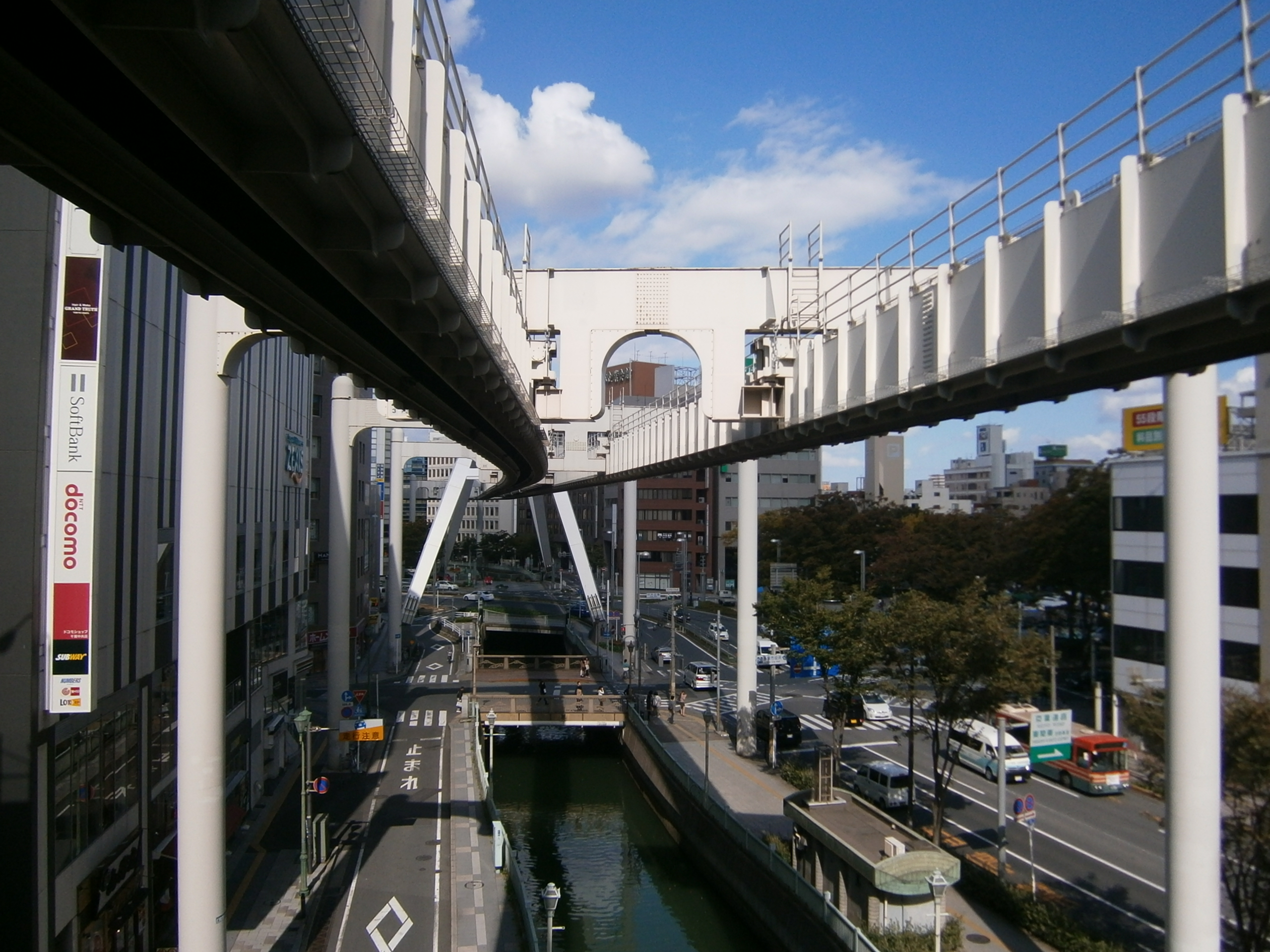
千葉都市モノレール

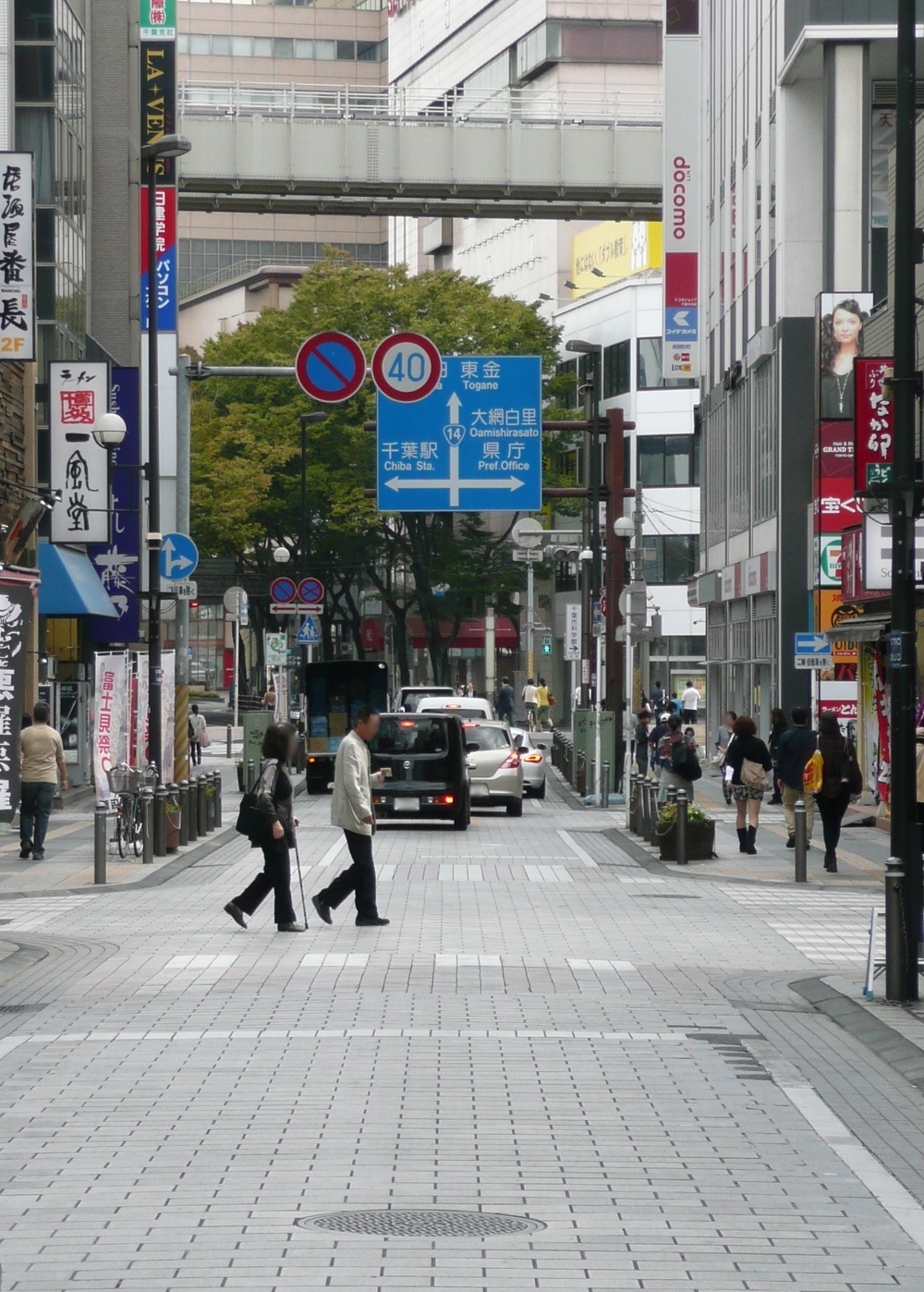
富士見二丁目

JR千葉駅中央改札を出て東口方面（千葉都市モノレール千葉駅中央口、京成千葉駅京成東口）よりロータリーを超えた先に広がる商業地区。葭川沿い（千葉都市モノレール沿い）より東側からJR外房線、京成千原線沿い千葉中央駅にかけての範囲。
第二次大戦前には旧省線千葉駅（のちの旧国鉄千葉駅 (初代)）、旧京成千葉駅、県庁を結ぶ現・栄町通りがメインストリートとなっていた。しかし、戦後の都市整備に伴い、両千葉駅が移転したことで新駅周辺に商業集積が移動。国鉄千葉駅（二代目。現JR千葉駅）前にはそごう千葉店、ニューナラヤ（現・千葉三越跡）といった大型小売店が店舗を構えたことから、富士見は千葉県最大・関東有数の商業拠点として栄えてきた。
バブル景気の時期には、幕張新都心や、蘇我地区などの臨海部に商業施設が建設され、郊外での大型ショッピングセンターなどが相次いで建設された。これ以来、地域が幕張（美浜区）を中心とした西半分と、亥鼻城近辺（中央区）を中心とする東半分に大きく二分されており、幕張新都心は大企業や多国籍企業が多く立地しているのに対して、富士見を始めとした中心市街地（JR・千葉都市モノレール千葉駅、JR東千葉駅、JR本千葉駅、亥鼻城近辺）は古くからの地元商店街的な色彩が目立つ。
千葉市中心市街地への玄関口の整備として、老朽化した既存建築物を再編、細分化された街区を一体利用する再開発事業も進行中（千葉駅東口地区第一種市街地再開発事業）。
2019年、千葉市は富士見一丁目、二丁目を暴力団排除条例に基づき、暴力団排除特別強化地域に指定。地域内では暴力団と風俗店、飲食店等との間で、みかじめ料のやりとりや便宜供与などが禁止され、違反者は支払った側であっても懲役1年以下または罰金50万円以下の罰則が科される。

## 主な施設
富士見一丁目 - 千葉駅前大通り北東側
- 千葉市文化交流プラザ（京葉銀行文化プラザ）（旧：ぱ・る・るプラザ千葉）
  - 千葉駅東口郵便局
- 駿台予備学校千葉校
- 千葉アジア会館
- 千葉興業銀行千葉駅前支店
- 三井住友信託銀行千葉支店、千葉駅前支店
- 京葉銀行本店営業部
- NTT東日本フレッツショールーム
- 野村證券千葉支店
- 岡三証券千葉支店
- 千葉駅前大通り郵便局

富士見二丁目 - 千葉駅前大通り南西側
- C-one（シーワン）- 高架下ショッピングモール。ペリエファッションストリートから続いて、Mio（ミーオ：千葉中央駅のショッピングセンター）までつながっている。雨の日は濡れずに、夏の暑い日や冬の寒い日は外気を避けることができるので、千葉駅 - 千葉中央駅の抜け道にも利用可能である。千葉駅 - 千葉中央駅間は徒歩15分程度である。
- JTB千葉支店
- 千葉銀行千葉駅前支店
- 三井住友銀行千葉支店
- 大和証券千葉支店
- 塚本大千葉ビル
  - ヨドバシカメラ千葉店
  - 三菱UFJ銀行千葉支店・千葉中央支店
  - 東京スター銀行千葉支店
  - あおぞら銀行千葉支店
  - ザ・ダイソー千葉駅前店
  - 三省堂書店カルチャーステーション千葉店
  - NHK文化センター千葉教室
- 東京電力千葉支店
- 飲食店、ファストフード店、居酒屋などは駅前通りよりも南側の外房線・京成線沿いに多い。